# Mericoidodontoïdeus
Els mericoidodontoïdeus (Merycoidodontoidea), també coneguts com a oreodonts (Oreodonta), són un subordre d'artiodàctils extints que comprèn dues famílies, els mericoidodòntids i els agrioquèrids. Les espècies d'aquest grup visqueren a Nord-amèrica entre l'Eocè i el Miocè.